# E. Hitler & Luftwaffe Nr. 3 Del 2
E. Hitler & Luftwaffe Nr. 3 Del 2 er en kassette af Errol Norstedt fra 1979, hvor han bruger pseudonymet E. Hitler & Luftwaffe. I modsætning til Del 1, der kun består af sange, indeholder denne kassette kun sketcher. Norstedts ven Jan-Åke Fröidh deltager i "Roliga Ljud", "Våldtäkt På Marita" og "Den Snorkige Intervjuaren".

## Spor
Side A
1. "E. Hitler Inleder" - 00:42 (på dansk: E. Hitler introducerer)
2. "Ljungbacka-Erik" - 02:13
3. "Markis De Sade" 01:09
4. "Sven Svensson" - 01:20
5. "Hos Tandläkar'n" - 00:36 (på dansk: Hos tandlægen)
6. "Ryska Vitsar" - 00:55 (på dansk: Russiske vittigheder)
7. "Behandlingsateljen" - 00:35 (på dansk: behandlingsstudie)
8. "På Restaurangen" - 03:32 (på dansk: I restauranten)
9. "Kukrunkarmaskinen" - 01:43 (på dansk: Onanimaskinen)
10. "Små Gröna Gubbar" - 01:44 (på dansk: små grønne fyre)
11. "Personlighetsomvandlaren" - 03:26 (på dansk: Personlighedskonverteren)
12. "Slagsmål På Sammanträdet" - 00:47 (på dansk: Kæmp ved mødet)
13. "Sadistklubben" - 06:00 (Original fra E. Hitler & Luftwaffe - Mannen Utan Hjärna fra 1976)[3][4]
14. "Partiledaridioter" - 02:12
15. "Pianoflyttning" - 01:11 (på dansk: flytning af klaveret)
16. "Roliga Ljud" - 02:15 (på dansk: sjove lyde)

Side B
1. "Våldtäkt På Marita" - 01:07 (på dansk: Voldtægt på Marita)
2. "Nedslagningar" - 01:38 (Original fra E. Hitler & Luftwaffe - Mannen Utan Hjärna fra 1976)
3. "Den Snorkige Intervjuaren" - 02:10 (på dansk: Den nedlatende interviewer)
4. "Teckomatorp" - 01:33
5. "I Klockaffären" - 01:07 (på dansk: I urbutikken)
6. "I Klockaffären Igen" - 00:23 (på dansk: I urbutikken igen)
7. "Perversa Sagostunden (Om Agneta)" - 05:36
8. "E. Hitler Slår Ner Folk" - 03:53 (Original fra E. Hitler & Luftwaffe - Mannen Utan Hjärna fra 1976)
9. "Flygolyckan" - 04:45 (på dansk: Flyulykken)
10. "E. Hitler Runkar Kuk" - 03:27 (på dansk: E. Hitler onanerer)
11. "E. Hitler slår ner kronofogdar" - 01:59 (Original fra E. Hitler & Luftwaffe - Mannen Utan Hjärna fra 1976)
12. "Dom Runkande Flygpiloterna" - 02:29 (på dansk: De onanerende flypiloterne)